# Зибини
Зиби́ни (до 1948 року — Аргинчик; крим. Arğınçıq) — село в Україні, у Білогірському районі Автономної Республіки Крим. Центр Зибинської сільської ради.

## Історія
Біля Зибиного досліджено скіфський курган з кам'яним склепом IV—III ст. до н. е., а поблизу с. Озерного виявлено пізньоскіфське городище перших століть нашої ери.